# كرومات
| الكرومات          |                         |
| أنيون الكرومات    | أنيون ثنائي الكرومات    |
| كرومات البوتاسيوم | ثنائي كرومات البوتاسيوم |

الكرومات عبارة عن أنيون له الصيغة 2-CrO4، في حين أن ثنائي الكرومات عبارة عن أنيون له الصيغة 2-Cr2O7.
تدعى المركبات الحاوية على تلك الأنيونات باسم الكرومات وثنائي الكرومات، على الترتيب. تعد الكرومات وثنائي الكرومات أنيونات أكسجينية للكروم في حالة أكسدة مقدارها +6، لذلك تعد مركباتها من المؤكسدات القوية. تصنف الكرومات وثنائي الكرومات كيميائياً أيضاً على أنها أملاح حمض الكروميك.
لمحاليل الكرومات لون أصفر، في حين أن لثنائي الكرومات برتقالي. أما من حيث البنية فللكرومات بنية رباعية السطوح، في حين أن لثنائي الكرومات بنية مؤلفة من رباعيي سطوح مشتركين بالرأس.
هناك توازن كيميائي بين الكرومات وثنائي الكرومات في المحاليل المائية ويتعلق اتجاه انزياح التوازن بقيمة أس هيدروجيني الوسط.
{\displaystyle \mathrm {2\ CrO_{4}^{2-}\ +\ 2\ H_{3}O^{+}\ \rightleftharpoons \ Cr_{2}O_{7}^{2-}\ +\ 3\ H_{2}O} }

## تحضير كرومات
إن محاليل أملاح أكسيد الكروم تحتوي على أيون الكروم الثلاثي{\displaystyle {\ce {Cr^+^3}}} ، يتأكسد الكروم الثلاثي إلى كروم سداسي مشکلا أيونات الكرومات2-CrO4 ذات اللون الأصفر، وأيونات ثنائي الكرومات 2-Cr2O7 ذات اللون البرتقالي، أما محاليل أملاح الكروم الثلاثي ملونة إما بالأخضر الزيتي أو البنفسجي.
1. أكسدة أيونات الكروم بعدة مؤكسدات مثل :
{\displaystyle {\ce {H2O2,Cl2,Br2,N2O2,KMno4,(NH4)2S2O8}}}
حيث تتشكل الكرومات 2-CrO4 الصفراء إذا تمت عملية الأكسدة في وسط قلوي. في حين تتشكل أيونات ثنائي الكرومات 2-Cr2O7 البرتقالية إذا تمت عملية الأكسدة في وسط حمضي، لأنه في وسط حمضي تتحول أيونات الكرومات إلى ثنائي حسب التفاعل التالي :
{\displaystyle {\ce {2CrO4^2- + 2H^+ <=> 2HCrO4^- <=> Cr2O7^2- + H2O}}}
تتم عملية الأكسدة في وسط قلوي في أغلب الأحيان بواسطة الماء الأوكسجيني أو فوق أكسيد الصوديوم . ويمكن استخدام:{\displaystyle {\ce {KMno4,PbO2,NaClO4,Cl2,Br2}}}
لنأخذ كمثال على ذلك الأكسدة في وسط قلوي باستخدام H2O2حيث تكون أيونات الكروم بحالكروميت الصوديومNaCrO2،ويحدث التفاعل التالي : {\displaystyle {\ce {2NaCrO2+3H2O2+2NaOH->2NaCrO4+4H2O}}}
وتتم عملية الأكسدة بحمضي باستخدام :
NaBiO3 ,PbO2
KBrO3 , KCIO4 , KCIO3 ,KMnO4
و نستطيع تمثيل تفاعل الأكسدة بوسط حمضي كالتالي :
{\displaystyle {\ce {2Cr^3+ + 3BiO3^- + H^+ -> Cr2O7^2- + 3Bi^3+ + 2H2O}}}
{\displaystyle {\ce {2Cr^3+ + 2S2O8^2- + 7H2O -> Cr2O7^2- + 6SO4^2- + 14H^+}}}
2. صهر فلز الكروميت مع الكربونات البوتاسيوم بوجود تيار من الأكسجين يعطي:
{\displaystyle {\ce {4FeCr2O4 + 8K2CO3 + 14O2 -> 8K2CrO4 + 2Fe2O3 + 8CO2}}}

## تفاعلات كرومات
¤ يعطي محلول خلات الباريوم مع محلول أنيون الكرومات راسبا أصفر من کرومات الباريوم لا ينحل هذا الراسب في حمض الخل، ينحل هذا الراسب في حمض كلور الماء الساخن:{\displaystyle {\ce {Ba^2+ + CrO4^2- <=> BaCrO4}}}
¤ يعطي أنيون الكرومات مع محلول نترات الفضة راسب أحمر آجریا من کرومات الفضة ينحل هذا الراسب في حمض الآزوت:
{\displaystyle {\ce {2Ag^+ + CrO4^2- <=> Ag2CrO4}}}
¤ يعطي أنيون الكرومات مع محلول کاتیون الرصاص راسبا أصفر من کرومات الرصاص، PbCrO4، وينحل هذا الراسب في حمض الآزوت. أما في حمض كلور الماء فينحل أيضا ولكن يترسب عوضا عنه كلوريد الرصاص الأبيض.
¤ تتحول أنيونات الكرومات الصفراء اللون إلى ثنائي الكرومات ذات اللون البرتقالي في الوسط الحمضي بسبب التوازن :
{\displaystyle {\ce {2CrO4^2- +2H^+ <=> Cr2O7^2- + H2O}}}
¤ يتم إرجاع الكرومات بواسطة إحدى الأيونات المرجعية إلى أيونات الكروم الخضراء أو ذات اللون الأخضر الزيتي كما في التفاعل التالي:
{\displaystyle {\ce {2CrO4^2- + 3H2S + 10H^+ <=> Cr^3+ + 8H2O + 3S}}}
تستطيع -CrO42 في الوسط الحمضي أكسدة العديد من الأيونات مثل :
3+S2-,I 2-، AsO32-، SO32-، Sn2+ ،Fe ... إلخ .
¤ يتم إرجاع الكروم السداسي إلى ثلاثي باستخدام عدة مواد مرجعة مثل : H2S, Na2SO3 ، أملاح الحديدي ... :
{\displaystyle {\ce {K2Cr2O7 + 3NaSO3 + 4H2SO4 -> Cr2(SO4)3 + K2SO4 + 3Na2SO4 + 4H2O}}}
وتشير هنا إلى أنه يمكن التأكد 2-CrO4 بالتفاعل مع البنزيدين . حيث يتأكسد البنزیدین بواسطة أيونات الكرومات ويتحول لونها الأصفر إلى الأزرق . يسمح هذا التفاعل من الكشف عن آثار من الكروم تصل حتى 0,25 ميكروغرام في الليتر.
¤ تفاعل ثنائي كرومات الصوديوم مع الكبريت حراريا:
{\displaystyle {\ce {Na2Cr2O7 + S -> Na2SO4 + Cr2O3}}}
¤ إن التفكك الحراري لكرومات الزئبق الأحادي يعطي:
{\displaystyle {\ce {4Hg2CrO4 -> 2Cr2O3 + 10O2 + 8Hg}}}

## اقرأ أيضاً
- كروم
- كرومات البوتاسيوم
- ثنائي كرومات البوتاسيوم